# Белое (Невельский район)
Белое — деревня в Невельском районе Псковской области России. Входит в состав Усть-Долысской волости.

## География
Расположена на западном побережье озера Белое, в 1 км к северу от бывшего волостного центра, деревни Трехалёво, в 14 км к северо-востоку от нынешнего волостного центра, деревни Усть-Долыссы, и в 25 км к северу от райцентра, города Невель. 
В 2,5 км к западу от Белого находится деревня Рукавец. При этом южную часть д. Белое составляет бывшая деревня Теплухи.

## Население
| 2001 | 2002 | 2010 |
| ---- | ---- | ---- |
| 20   | ↗22  | →22  |

Численность населения деревни по оценке на начало 2001 года составляла 20 человек.

## История
С января 1995 до апреля 2015 года деревня входила в состав ныне упразднённой Трехалёвской волости.